# Trudnoe sčast'e
Trudnoe sčast'e (Трудное счастье) è un film del 1958 diretto da Aleksandr Borisovič Stoller.